# Mattheus Erasmos
Mattheus Erasmos OP (* um 1567; † 9. Juli 1627) war ein römisch-katholischer Geistlicher. 
Matthäus Erasmos wurde für den Dominikanerorden zum Priester geweiht. Er wurde am 22. Oktober 1607 im Pontifikat von Paul V. zum Erzbischof/Bischof von Nachitschewan geweiht. Er war bis zu seinem Tod am 9. Juli 1627 Erzbischof von Nachitschewan.